# 吕店站
吕店站位于中华人民共和国河南省信阳市潢川县上油岗乡，是京九铁路的一座火车站，等级为五等站，距北京西站950公里，距常平站1365公里，本站及相邻上下行区间均为电气化区段。车站建于1996年，只办理货运，不办理客运业务。